# Barania hlava
Barania hlava (1206 m) – szczyt w Starohorskich Wierchach na Słowacji. Znajduje się w ich głównym grzbiecie, nad Przełęczą Donowalską (950 m) oddzielającą Starohorskie Wierchy od Wielkiej Fatry. Od sąsiedniej na wschód Kečki (1325 m) oddziela go przełęcz Bulovský príslop (1125 m).
W języku polskim Barania hlava to Barania Głowa.
Barania hlava jest całkowicie porośnięta lasem. Znajdują się w nim gołoborza. Utworzono tutaj duży rezerwat przyrody Štrosy. Rezerwat ten przecina szlak turystyki pieszej i rowerowej wychodzący z położonej na Przełęczy Donowalskiej miejscowości Donovaly.
Barania hlava jest porośnięta lasem i pozbawiona widoków, ale  rejon przełęczy między nią a szczytem Kečki to duża hala pasterska, z której rozciąga się widok na południowa stronę. Pod lasem na zboczu Baraniej hlavy znajduje się przyjmująca turystów Útulňa pod Kečkou.

## Szlaki turystyczne
Przez przełęcz przechodzi Cesta hrdinov SNP. Jest to najdłuższy szlak turystyczny całej Słowacji prowadzący szczytami i grzbietami gór. Czas przejścia z Donoval na  Bulovský príslop 1 godz..
  Donovaly – Barania hlava – Bulovský príslop – Kečka – Hadliarka – sedlo Hadlanka – Kozí chrbát – Hiadeľské sedlo. Odległość 9,5 km, suma podejść 540 m, suma zejść 435 m, czas przejścia: 3:10 h, z powrotem 3 h